# Kaiserlicher Kurzflügler
Der Kaiserliche Kurzflügler (Staphylinus caesareus), auch Goldstreifiger Moderkäfer oder Bunter Kurzflügler genannt, ist ein Käfer aus der Familie der Kurzflügler (Staphylinidae).

## Allgemeines
Kaiserliche Kurzflügler werden etwa zwei Zentimeter lang. Kopf, Thorax und Abdomen sind schwarz gefärbt. Das Schildchen ist schwarz behaart, höchstens in den Vorderwinkeln mit einzelnen gelblichen Haaren. Die Flügeldecken, die nur ein Drittel des Hinterleibs bedecken, sind rot. Gleiches gilt für die Beine und die Fühler. Der Körperbau ist insgesamt sehr schlank. Fast der ganze Körper ist mit feinen Haaren bedeckt. Der Hinterleib trägt am Hinterrand der Tergite einen goldgelben Haarfleck an jeder Seite der Basis. Markant sind auch die gut entwickelten Kieferzangen. Ähnlich ist Staphylinus erythropterus, aber bei diesem ist das Schildchen goldgelb behaart, der 2. und 3. Tergit sind ganz schwarz ohne einen goldgelben Haarfleck.
Die Käfer sind vor allem im Süden Mitteleuropas recht weit verbreitet. Man findet die Tiere in Wäldern, wo sie sich am Boden aufhalten.
Kaiserliche Kurzflügler jagen am Waldboden nach Insektenlarven und Nacktschnecken, die sie mit ihren Oberkiefern gut greifen können. Dank des flachen Körpers kriechen die Tiere dabei auch in sehr enge Ritzen und Spalten. Die Käfer sind flugfähig; unter den Deckflügeln liegen zusammengefaltet die richtigen Flügel verborgen. Bei drohender Gefahr spreizt der Kurzflügler seine Kieferzangen und streckt den Hinterleib nach vorne um den Feind einzuschüchtern. Die Larven leben ähnlich räuberisch wie die ausgewachsenen Tiere. Nach dreimaligem Häuten verpuppen sich die Tiere in einer Mumienpuppe. Aus dieser schlüpft dann der fertige Käfer.

## Erstbeschreibung
- J. Cederhielm 1798, S. 335–336, Tab. III, Fig. c.